# Lemairegisa parvipuncta
Lemairegisa parvipuncta är en fjärilsart som beskrevs av Paul Dognin. Lemairegisa parvipuncta ingår i släktet Lemairegisa och familjen tandspinnare. Inga underarter finns listade i Catalogue of Life.